# 李韵秋
李韵秋（1933年—2023年1月3日），女，河北河间人，中国京剧表演艺术家，北京京剧院演员，工旦角。

## 家庭
祖父李勇华。父亲李铁如。哥哥李元春。丈夫孙岳。